# SH-01D
docomo with series AQUOS PHONE SH-01D（ドコモ ウィズシリーズ アクオスフォン エスエイチゼロイチディー）は、シャープによって開発された、NTTドコモの第三世代携帯電話（FOMA）端末である。docomo with seriesのひとつ。

## 概要
SH-12Cの事実上の後継機で、HD液晶及びIPX5/IPX7相当の防水性能を搭載したモデルである。

高解像度ディスプレイを生かしたフォントマネージャーを搭載しており、好みのフォントで電子書籍等を利用できる。デフォルトフォントは従来のモリサワ 新ゴ Rからモリサワ 新ゴ Mに変更され、可読性を確保している。

カメラはSH-12Cのツインカメラからシングルカメラになったため3D動画の撮影には対応していないが、静止画はソフトウェア処理で2D→3Dの変換が可能である。

連続でスマートフォンを使用するときに増大する消費電力に対応するために新たに省電力機能の「エコ技」を搭載しており、画面表示内容に応じて細かくバックライトを制御したり、複数のアプリを起動したときにユーザーの予期せぬ大きな電力消費が発生するのを抑制したりできる。また、画面の明るさから各種通信機能、バイブレーション、通知ランプ、画面スクロールのフレームレートに至るまで端末のあらゆる設定を一度に変更して最も省電力な状態に入る「お助け」モードも用意されている。

なお、おくだけ充電やXiには非対応である。 

## 搭載アプリ
Google標準アプリ
- Google マップ
- Googleマップナビ
- Playストア
- Google 検索
- Gmail
- YouTube
- カレンダー
- Google トーク

メーカー提供アプリ
- SH電話帳
- メーカーアプリ
- GARAPAGOS STORE
- Smart Familink
- エコ技
- SHカメラ
- 電卓
- 歩数計
- 名刺作成
- 読取カメラ
- MediaJet
- 内蔵3D

ドコモ提供アプリ
- docomo Palette UI
- dマーケット
- spモード
- dメニュー
- iコンシェル(OSバージョンアップで追加)
- ドコモバックアップ
- BeeTV
- Contents Headline
- dブック　マイ本棚
- iチャネル
- ドコモあんしんスキャン
- 声の宅急便
- 災害用キット
- メロディコール
- ドコモ位置情報
- 地図アプリ
- ドコモ電話帳

その他
- Twitter
- Gガイド番組表
- 総合書店honto
- QRコードスキャナー
- Evernote
- Adobe Reader

## 主な機能
| 主な対応サービス                               | 主な対応サービス                             | 主な対応サービス                       | 主な対応サービス                              |
| ---------------------------------------------- | -------------------------------------------- | -------------------------------------- | --------------------------------------------- |
| タッチパネル／加速度センサー                   | Xi／FOMAハイスピード7.2Mbps(受信)送信5.7Mbps | Bluetooth                              | DCMX／おサイフケータイ／赤外線／トルカ        |
| ワンセグ                                       | メロディコール                               | テザリング                             | WiFi IEEE802.11b/g/n                          |
| GPS                                            | spモード／電話帳バックアップ                 | デコメール／デコメ絵文字／デコメアニメ | iチャネル                                     |
| エリアメール／ソフトウェアアップデート自動更新 | デジタルオーディオプレーヤー(WMA)(MP3他)     | GSM／3Gローミング（WORLD WING）        | フルブラウザ／Flash Player 11                 |
| Androidマーケット／dメニュー／dマーケット      | Gmail／Google Talk／YouTube／Picasa          | バーコードリーダ／名刺リーダ           | ドコモ地図ナビ／Google Maps／ストリートビュー |

## 歴史
- 2011年10月18日 - NTTドコモより発表。
- 2011年11月23日 - 予約開始。[3]
- 2011年12月2日 - 全国一斉発売開始。
- 2012年5月 - 生産終了
- 2012年9月12日 - Android 4.0.4へのOSバージョンアップ開始

## 不具合
2011年12月21日に以下の不具合の修正がソフトウェアアップデートによって行われた。
- FOMA ACアダプタ 02との組み合せで充電した場合、まれに充電できない場合がある。

2012年1月24日に以下の不具合の修正がソフトウェアアップデートによって行われた。
- YouTubeで動画視聴中またはミュージックプレイヤーで音楽再生中に異音が発生する場合がある。
- Wi-Fi設定のON／OFFを繰り返した際、まれに本体がフリーズしたり再起動する場合がある。

2012年2月22日に以下の不具合の修正がソフトウェアアップデートによって行われた。
- 通話中にキャッチホン着信した際に、キャッチホンの通知音が相手に聞こえてしまう場合がある。

2012年5月29日に以下の不具合の修正がソフトウェアアップデートによって行われた。
- 特定サイトでブラウザからファイルをアップロードすると、完了後の画面で一部文字化けが発生する場合がある。
- ブラウザでGoogle Mapサイトに接続し、ドラッグ操作を行った際に地図表示がチラつく場合がある。

2012年7月12日に以下の不具合の修正がソフトウェアアップデートによって行われた。
- 他の携帯電話からスケジュールデータを赤外線送信した場合、登録日付がずれる場合がある。
- microSDXCカードを差し込むと、microSDXCカード内のデータが破損される。

2013年8月26日に以下の不具合の修正がソフトウェアアップデートによって行われた。
- ブラウザでファイルをダウンロードする際に、まれにダウンロードに失敗する場合がある。